# Victor Dovi Hounnaké
Victor Dovi Hounnaké (* 6. Juni 1937 in Afanya-Gbleta, Französisch-Togo; † 4. August 1995 in Aného) war ein togoischer römisch-katholischer Geistlicher und Bischof von Aného.

## Leben
Victor Dovi Hounnaké empfing am 10. Januar 1966 das Sakrament der Priesterweihe.
Am 1. Juli 1994 ernannte ihn Papst Johannes Paul II. zum ersten Bischof von Aného. Der Präfekt der Kongregation für die Evangelisierung der Völker, Jozef Kardinal Tomko, spendete ihm am 15. Oktober desselben Jahres die Bischofsweihe; Mitkonsekratoren waren der Apostolische Nuntius in Togo, Erzbischof André Pierre Louis Dupuy, und der Erzbischof von Lomé, Philippe Fanoko Kossi Kpodzro.